# Trichodocus rufus
Trichodocus rufus là một loài bọ cánh cứng trong họ Cerambycidae.